# 蒲苔縣
蒲苔縣，是明代交阯承宣布政使司順化府化州下轄的一個縣，治所約在今越南承天省豐田縣。其境內有布班山，產香木；又有蒲苔江，自老撾發源，經縣東，分流入淺海，又入化州三岐江，深可通舟。

## 沿革
- 永樂五年（1407年）六月癸未置，屬順化府化州領[3][4][5][6][7][8]。
- 永樂十七年九月丙辰，並蒲苔縣入化州[9]。